# WCW Women's Championship
Le WCW Women's Championship (que l'on peut traduire par championnat féminin de la WCW) est un championnat féminin de catch (lutte professionnelle) de la World Championship Wrestling (WCW) qui n'a existé qu'un an, de 1996 à 1997, et qui n'a connu que deux championnes.

## Histoire du titre
En 1996, la World Championship Wrestling s'associe avec la GAEA Japan afin d'avoir des catcheuses à la WCW. La WCW décide de créer un championnat féminin dont la première championne est la gagnante d'un tournoi organisé du 4 novembre au 29 décembre. Les participantes sont :
- Akira Hokuto[2]
- Reina Jubuki (qui est Alira Hokuto masquée)[2]
- Malia Hosaka[2]
- Zero (en)[2]
- KAORU (en)[2]
- Sonoko Kato (en)[2]
- Meiko Satomura (en)[2]
- Madusa[2]

Akira Hokuto bat en finale Madusa le 29 décembre durant Starrcade. Hokuto rend son titre vacant en quittant les États-Unis le 15 juin 1997. Le titre part au Japon où Devil Masami unifie ce titre avec le championnat poids lourd de la AAAW.
|  | Quarts de finale                 | Quarts de finale            | Quarts de finale            | Quarts de finale            |              |              | Demi-finales                     | Demi-finales                     | Demi-finales                     | Demi-finales                     |  |  | Finale                    | Finale                    | Finale                    | Finale                    |
|  |                                  |                             |                             |                             |              |              |                                  |                                  |                                  |                                  |  |  |                           |                           |                           |                           |
|  | Grand Rapids, le 4 novembre      | Grand Rapids, le 4 novembre | Grand Rapids, le 4 novembre | Grand Rapids, le 4 novembre |              |              | Saint-Petersburg, le 11 novembre | Saint-Petersburg, le 11 novembre | Saint-Petersburg, le 11 novembre | Saint-Petersburg, le 11 novembre |  |  | Nashville, le 29 décembre | Nashville, le 29 décembre | Nashville, le 29 décembre | Nashville, le 29 décembre |
|  | Grand Rapids, le 4 novembre      | Grand Rapids, le 4 novembre | Grand Rapids, le 4 novembre | Grand Rapids, le 4 novembre |              |              | Saint-Petersburg, le 11 novembre | Saint-Petersburg, le 11 novembre | Saint-Petersburg, le 11 novembre | Saint-Petersburg, le 11 novembre |  |  | Nashville, le 29 décembre | Nashville, le 29 décembre | Nashville, le 29 décembre | Nashville, le 29 décembre |
|  | Madusa                           | Madusa                      | Tombé                       | Tombé                       |              |              | Saint-Petersburg, le 11 novembre | Saint-Petersburg, le 11 novembre | Saint-Petersburg, le 11 novembre | Saint-Petersburg, le 11 novembre |  |  | Nashville, le 29 décembre | Nashville, le 29 décembre | Nashville, le 29 décembre | Nashville, le 29 décembre |
|  | Madusa                           | Madusa                      | Tombé                       | Tombé                       |              |              | Saint-Petersburg, le 11 novembre | Saint-Petersburg, le 11 novembre | Saint-Petersburg, le 11 novembre | Saint-Petersburg, le 11 novembre |  |  | Nashville, le 29 décembre | Nashville, le 29 décembre | Nashville, le 29 décembre | Nashville, le 29 décembre |
|  | Reina Jubuki                     | Reina Jubuki                | 3:14                        | 3:14                        |              |              | Saint-Petersburg, le 11 novembre | Saint-Petersburg, le 11 novembre | Saint-Petersburg, le 11 novembre | Saint-Petersburg, le 11 novembre |  |  | Nashville, le 29 décembre | Nashville, le 29 décembre | Nashville, le 29 décembre | Nashville, le 29 décembre |
|  | Reina Jubuki                     | Reina Jubuki                | 3:14                        | 3:14                        | Madusa       | Madusa       | N/A                              | N/A                              |                                  |                                  |  |  | Nashville, le 29 décembre | Nashville, le 29 décembre | Nashville, le 29 décembre | Nashville, le 29 décembre |
|  | Saint-Petersburg, le 11 novembre |                             |                             |                             | Madusa       | Madusa       | N/A                              | N/A                              |                                  |                                  |  |  | Nashville, le 29 décembre | Nashville, le 29 décembre | Nashville, le 29 décembre | Nashville, le 29 décembre |
|  |                                  |                             | Zero                        | Zero                        | 2:29         | 2:29         |                                  |                                  |                                  |                                  |  |  | Nashville, le 29 décembre | Nashville, le 29 décembre | Nashville, le 29 décembre | Nashville, le 29 décembre |
|  | Malia Hosaka                     | Malia Hosaka                | Zero                        | Zero                        | 2:29         | 2:29         | 1:43                             | 1:43                             |                                  |                                  |  |  | Nashville, le 29 décembre | Nashville, le 29 décembre | Nashville, le 29 décembre | Nashville, le 29 décembre |
|  | Malia Hosaka                     | Malia Hosaka                | Birmingham, le 19 décembre  |                             |              |              | 1:43                             | 1:43                             |                                  |                                  |  |  | Nashville, le 29 décembre | Nashville, le 29 décembre | Nashville, le 29 décembre | Nashville, le 29 décembre |
|  | Zero (en)                        | Zero (en)                   | Tombé                       | Tombé                       |              |              |                                  |                                  |                                  |                                  |  |  | Nashville, le 29 décembre | Nashville, le 29 décembre | Nashville, le 29 décembre | Nashville, le 29 décembre |
|  | Zero (en)                        | Zero (en)                   | Tombé                       | Tombé                       | Madusa       | Madusa       | 7:06                             | 7:06                             |                                  |                                  |  |  |                           |                           |                           |                           |
|  | Orlando, le 8 décembre           |                             |                             |                             | Madusa       | Madusa       | 7:06                             | 7:06                             |                                  |                                  |  |  |                           |                           |                           |                           |
|  |                                  |                             | Akira Hokuto                | Akira Hokuto                | Tombé        | Tombé        |                                  |                                  |                                  |                                  |  |  |                           |                           |                           |                           |
|  | Akira Hokuto                     | Akira Hokuto                | Akira Hokuto                | Akira Hokuto                | Tombé        | Tombé        | Tombé                            | Tombé                            |                                  |                                  |  |  |                           |                           |                           |                           |
|  | Akira Hokuto                     | Akira Hokuto                |                             |                             |              |              |                                  |                                  |                                  |                                  |  |  |                           |                           |                           |                           |
|  | Meiko Satomura (en)              | Meiko Satomura (en)         | 3:07                        | 3:07                        |              |              |                                  |                                  |                                  |                                  |  |  |                           |                           |                           |                           |
|  | Meiko Satomura (en)              | Meiko Satomura (en)         | 3:07                        | 3:07                        | Akira Hokuto | Akira Hokuto | N/A                              | N/A                              |                                  |                                  |  |  |                           |                           |                           |                           |
|  | Wheeling, le 29 novembre         |                             |                             |                             | Akira Hokuto | Akira Hokuto | N/A                              | N/A                              |                                  |                                  |  |  |                           |                           |                           |                           |
|  |                                  |                             | KAORU                       | KAORU                       | 3:17         | 3:17         |                                  |                                  |                                  |                                  |  |  |                           |                           |                           |                           |
|  | KAORU (en)                       | KAORU (en)                  | KAORU                       | KAORU                       | 3:17         | 3:17         | N/A                              | N/A                              |                                  |                                  |  |  |                           |                           |                           |                           |
|  | KAORU (en)                       | KAORU (en)                  |                             |                             |              |              |                                  | N/A                              |                                  |                                  |  |  |                           |                           |                           |                           |
|  | Sonoko Kato (en)                 | Sonoko Kato (en)            | 2:36                        | 2:36                        |              |              |                                  |                                  |                                  |                                  |  |  |                           |                           |                           |                           |
|  | Sonoko Kato (en)                 | Sonoko Kato (en)            | 2:36                        | 2:36                        |              |              |                                  |                                  |                                  |                                  |  |  |                           |                           |                           |                           |
|  |                                  |                             |                             |                             |              |              |                                  |                                  |                                  |                                  |  |  |                           |                           |                           |                           |

| # | Championne   | Date              | Durée              | Lieu      | Évènement           | Notes                                                                            | Réf   |
| - | ------------ | ----------------- | ------------------ | --------- | ------------------- | -------------------------------------------------------------------------------- | ----- |
| 1 | Akira Hokuto | 29 décembre 1996  | 5 mois et 17 jours | Nashville | Starrcade           | Elle bat Madusa en finale d'un tournoi.                                          | [ 3 ] |
| - | Vacant       | 15 juin 1997      | 3 mois et 5 jours  | N/A       | N/A                 | Hokuto quitte les États-Unis.                                                    | [ 1 ] |
| 2 | Devil Masami | 20 septembre 1997 | moins d’un jour    | Kawasaki  | GAEA Double Destiny | Elle bat Zero (en) et unifie ce titre avec le championnat poids lourd de l'AAAW. | [ 4 ] |